# Сельский округ Ногайбай би
Сельский округ Ногайбай би (каз. Ноғайбай би ауылдық округі) — административная единица в составе района Магжана Жумабаева Северо-Казахстанской области Казахстана. Административный центр — село Надежка. Аким сельского округа — Васильева Эльвира Леонтьевна.
Население — 2719 человек (2009, 3748 в 1999, 4800 в 1989).

## Образование
В округе действует 5 образовательных учреждений: Надеждинская средняя школа, Карагандинская средняя школа, Еремеевская начальная школа, Дюсекенская начальная школа, Бинашская неполная средняя школа. При школах функционируют мини-центры для детей дошкольного возраста. Организован подвоз детей из Дюсекенской и Еремеевской школы в Надеждинскую среднюю школу.

## Культура
В сельском округе имеется 4 библиотеки. Действует казахско-русский национально-культурный центр «Достык» в селе Надежка.
Культурный досуг населения обслуживают 2 центра досуга в селе Надежка и в селе Караганды.

## Экономика
Общая площадь округа составила 564434 га, посевная площадь сельского округа — 40093 га. Ведущей отраслью экономики является сельскохозяйственное производство, главное направление — производство зерна, мяса и молока. На территории округа ведут агропромышленную деятельность 7 товариществ с ограниченной ответственностью, 23 крестьянских хозяйств, 5 фермерских хозяйств, а также 26 индивидуальных предпринимателей в сфере животноводства. На территории округа действуют 12 субъектов малого бизнеса. Доминирующее положение занимает сфера торговли. Магазины товаров повседневного спроса действуют в селах Еремеевка — 3, Беняш — 1, Надежка- 5, Караганды-3. Лечебная сеть округа представлена 6 медпунктами. Для удовлетворения потребности населения в пассажирских перевозках действует один автобусный маршрут Надежка-Петропавловск. Население пользуется сотовой связью Билайн.

## Состав
До 13 декабря 2018 года округ назывался Надеждинский. 21 июня 2019 года в состав сельского округа было включено село Ногайбай площадью 1,74 км² из состава Каракогинского сельского округа. 21 июня 2019 в состав сельского округа была включена территория площадью 298,57 км² ликвидированного Карагандинского сельского округа (село Карагандинское).
В состав округа входят такие населенные пункты:
| Населенный пункт | Население, человек (1989) | Население, человек (1999) | Население, человек (2009) |
| ---------------- | ------------------------- | ------------------------- | ------------------------- |
| Бинаш, село      | 309                       | 321                       | 286                       |
| Дюсеке, село     | 364                       | 351                       | 231                       |
| Еремеевка, село  | 295                       | 270                       | 218                       |
| Караганды, село  | 2343                      | 1593                      | 1077                      |
| Надежка, село    | 1366                      | 1067                      | 807                       |
| Ногайбай, село   | 123                       | 146                       | 100                       |